# Diestrammena yakumontana
Diestrammena yakumontana är en insektsart som beskrevs av Sugimoto, M. och Ichikawa 2003. Diestrammena yakumontana ingår i släktet Diestrammena och familjen grottvårtbitare. Inga underarter finns listade i Catalogue of Life.